# دونالد إل. كوبيرن
دونالد إل. كوبيرن (بالإنجليزية: Donald L. Coburn)‏ هو كاتب ومؤلف أمريكي، ولد في 4 أغسطس 1938 في بالتيمور في الولايات المتحدة.

## وصلات خارجية
- دونالد إل. كوبيرن على موقع IMDb (الإنجليزية)
- دونالد إل. كوبيرن على موقع الموسوعة البريطانية (الإنجليزية)
- دونالد إل. كوبيرن على موقع قاعدة بيانات برودواي على الإنترنت (الإنجليزية)